# Carlos de Palacio Oriol
Carlos de Palacio y de Oriol, empresario y jurista español, es presidente de Talgo, empresa fundada en 1942 por su abuelo José Luis Oriol, empresario, y Alejandro Goicoechea, ingeniero.

## Biografía
Carlos de Palacio Oriol (Madrid, 1952) es el cuarto hijo de José María de Palacio, doctor en Medicina, y de María Sacramento de Oriol y Urquijo, marqueses de Villarreal de Álava y de Casa Palacio. Carlos de Palacio es primo de Ana Palacio y de su hermana ya fallecida Loyola.
Estudia en Madrid en el Colegio del Pilar y se licencia en Derecho en la Universidad Complutense. Tras un curso en el Colegio de Europa de Brujas (Bélgica), se gradúa en Altos Estudios Europeos. 
Casado con Teresa Gaytán de Ayala en 1990, tiene dos hijos.

## Trayectoria
A pesar de estar ligado por tradición familiar a empresas de energía e ingeniería como Hidrola, Talgo, Construcciones Babcock & Wilcox o sociedades mineras, sus primeros pasos se encaminaron por el Derecho comunitario. Dos décadas trabajando en la Comunidad Europea le convirtieron en un experto en instituciones, competencia, política agrícola y relaciones exteriores.

### Talgo
En 1997 es nombrado consejero de Talgo. Dos años después, es presidente de la filial finlandesa y más tarde vicepresidente ejecutivo de la matriz y responsable de la alta velocidad. En diciembre de 2002 sustituía a Lucas de Oriol en la presidencia del grupo, que había tomado el relevo un año antes de manos de José Luis de Oriol e Ybarra.
Desde 2002 ha trabajado para hacer de Talgo una enseña internacional y reducir la dependencia histórica de la española Renfe, apostando por la innovación y la tecnología. Bajo su dirección, Talgo ha entrado en la línea del AVE entre La Meca y Medina en Arabia Saudí, en Rusia -donde Talgo ha abierto oficina estable- o Uzbekistán.
En 2015 Talgo salió a Bolsa con un valor estimado de 1.200 millones de euros. La familia Oriol mantenía hasta ese momento el 20,8% de la compañía.